# Castello dei Vallaise
Das Castello dei Vallaise ist die älteste Burg in der Gemeinde Perloz im Aostatal. Die Ruine liegt im Zentrum des Hauptortes im Lystal. Im Dialekt des Aostatals wird sie auch Ohtàl genannt, ein Name, der aus dem lateinischen hospitalis oder dem altfranzösischen ostel abgeleitet ist.

## Geschichte
Schon in einem Dokument von 1195 wird die Existenz eines Sala domini im Hauptort Perloz erwähnt. Das Schloss Vallaise gehörte, wie die benachbarte Burg Charles, einer Adelsfamilie im Aostatal, den Vallaises, die auch weitere Liegenschaften in Perloz, Fontainemore und Lillianes besaßen, ebenso wie das untere Schloss Arnad. Die Familie, deren Machtzentrum Perloz war, leitete ihren Namen von einem Fluss in der Gegend, der Lys, ab, die im Lateinischen einst Hellex hieß; die Herren der Gegend der Lys waren die Herren des Vallis Hellesi (dt.: Tal der Hellex), daher frz. „Vallaise“.
Es gibt nur wenige Informationen über die Burg und das tägliche Leben ihrer Bewohner im Mittelalter.
Vermutlich gegen Ende des 14. Jahrhunderts und zu Beginn des 15. Jahrhunderts wurden einige architektonische Eingriffe durchgeführt.
Am 30. Juni 1944 wurden die Burg und ungefähr 100 Häuser des Dorfes während einer Säuberungsaktion von den Nazis niedergebrannt. Heute ist das, was von dem Dorf übriggeblieben ist, restauriert, ebenso wie die Burg.

## Beschreibung
Die Burg zeigt sich als massives Bauwerk mit vier Stockwerken, von dem nur die Umfassungsmauern erhalten sind. Der Komplex wurde mehrmals umgebaut und verändert, auch im Zuge von Restaurierungskampagnen, wie viele Spuren an den Umfassungsmauern belegen.

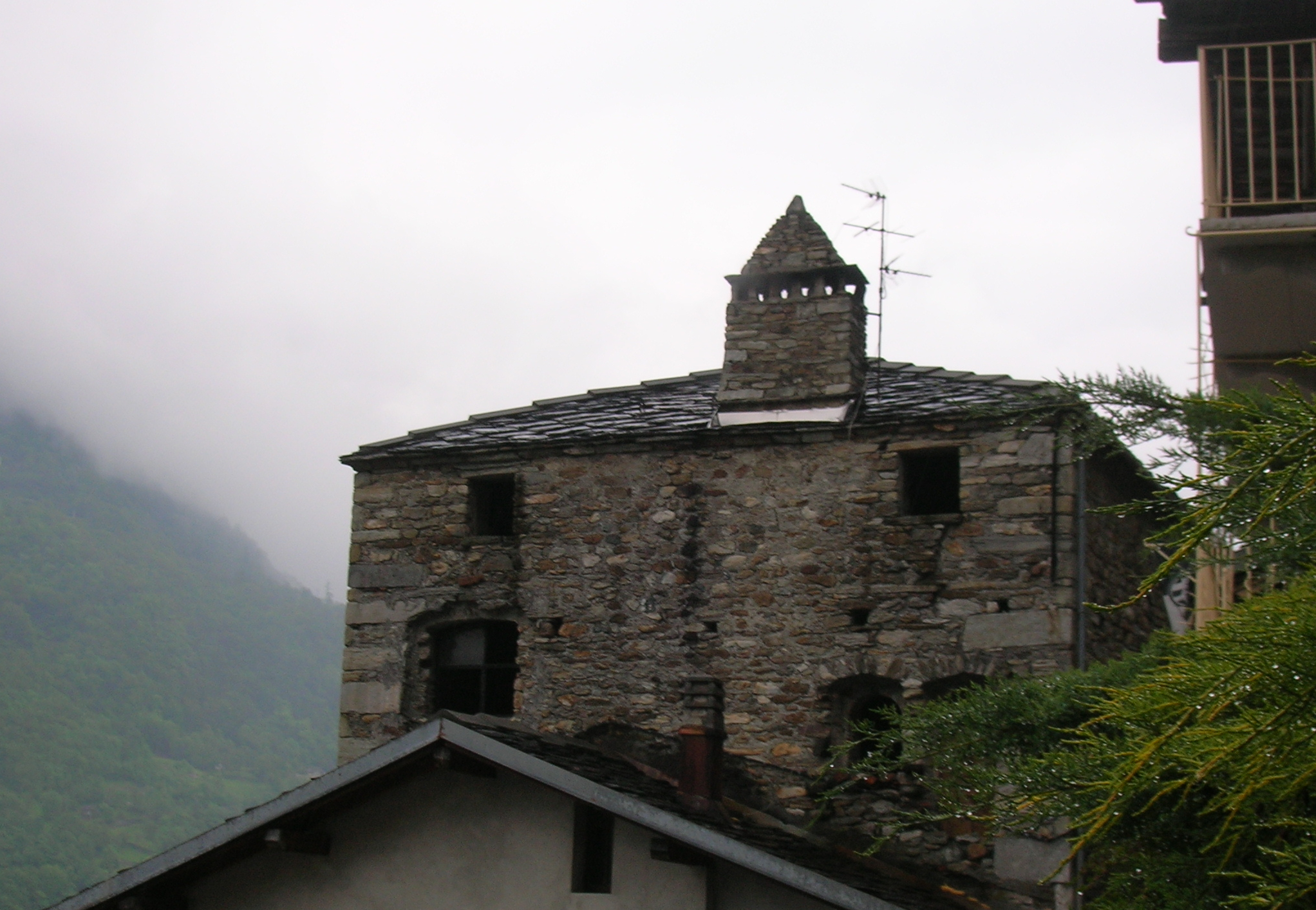
Detail an der seitlichen Umfassungsmauer

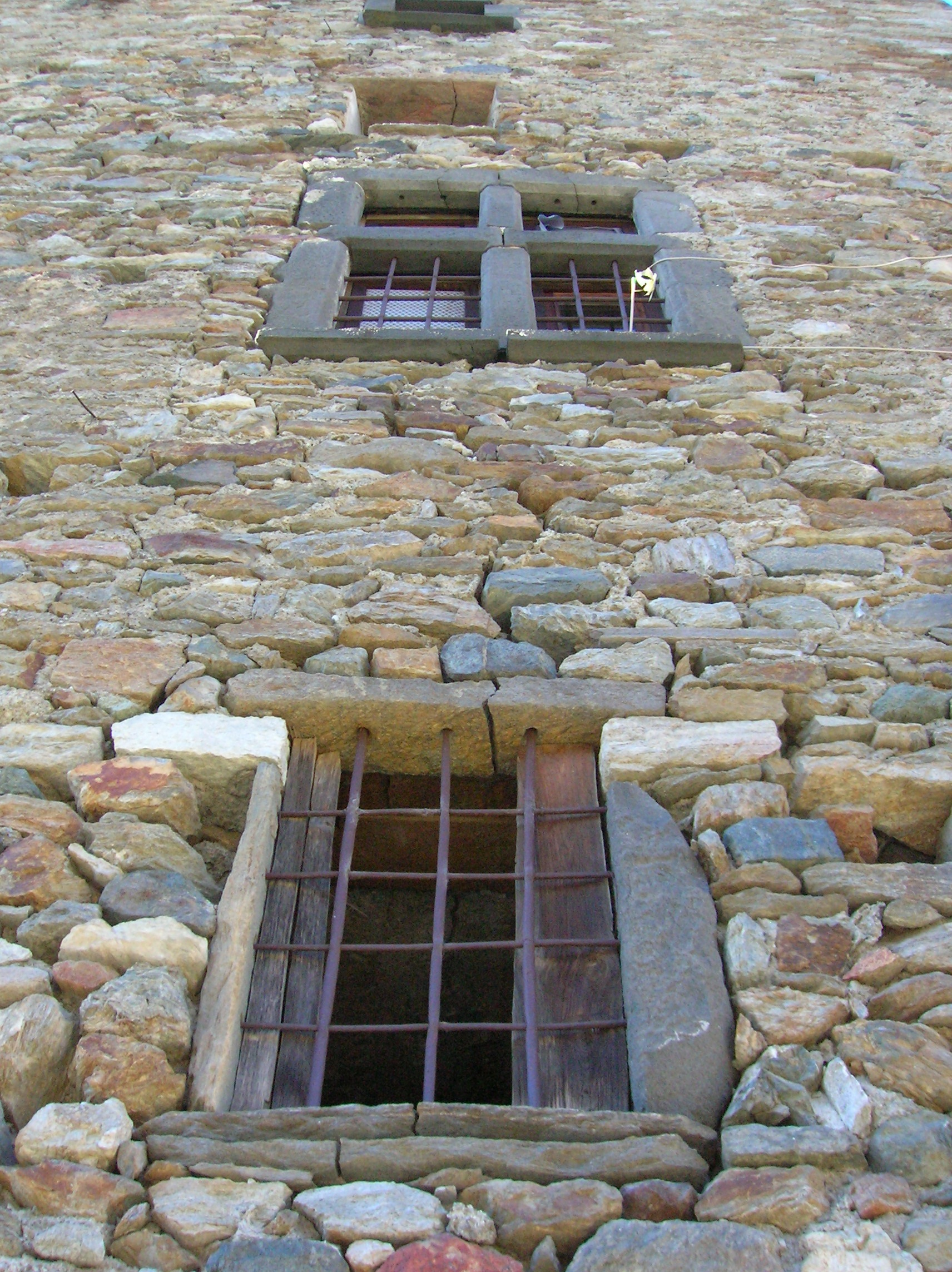
Detail zweier Fenster

So wurde zum Beispiel ein kreuzförmiges Fenster, das mit den Insignien der Vallaises und der Challants verziert ist und kurz vor dem Jahr 1477 – zur Feier der Hochzeit von Pierre Vallaise de la Côte und Antoine, Tochter von Guillaume de Challant-Villarsel – entstand, aus dem Schloss Vallaise entfernt und in die Fassade der Burg Charles eingebaut, wo es sich heute befindet.
Die talseitige Fassade über dem Teil der Hauptstraße, der durch das Dorf führt, ist 16 Meter lang und 15 Meter hoch und gilt heute als Hauptfassade, war aber ursprünglich die Rückseite der Burg zum Tal hin. An dieser Fassade gibt es zahlreiche Fenster aus Werkstein in verschiedenen Formen: Das Doppelfenster mit Rundbogen liegt neben dem Dreifachfenster und denen in Kreuzform.
Das Dach wurde im 20. Jahrhundert nach der Zerstörung im Zweiten Weltkrieg neu eingedeckt. In diesem Krieg sind sowohl viele Möbel als auch die verschiedenen Geschossböden aus Holz verlorengegangen.

### Innenräume
Innerhalb der Mauern befand sich, wie üblich, ein Brunnen für die Wasserversorgung. Von der Inneneinrichtung ist nichts übriggeblieben; alles wurde durch den Brand zerstört. Erhalten sind nur noch die Reste zweier monumentaler, offener Kamine, einer davon ist in gutem Zustand und mit dem Wappen der Vallaises verziert.